# Coartnews
Coartnews - African Review of Contemporary Art and Culture è una rivista fondata a Johannesburg in Sudafrica nel 1999 da Fernando Alvim e Clive Kellner e poi prodotta dal centro d'arte Camouflage di Bruxelles.

La rivista viene concepita come una pubblicazione trimestrale gratuita per poi diventare una pubblicazione irregolare a pagamento; in totale la rivista pubblica dal 1999 cinque numeri tra le 30 e le 40 pagine ciascuno.
Secondo Cédric Vincent e Thomas Boutoux, "Coartnews" è una rivista esigente dal punto di vista estetico, politico e intellettuale che dà spazio a testi che analizzano e reinterpretano momenti chiave della storia e della politica africana.
Tra i testi pubblicati vi è per esempio un contributo di Colin Richards sulla partecipazione del Sudafrica alla Biennale di Valparaiso tra il 1979 e il 1989 durante la dittatura cilena e l'apartheid; un'intervista a Femi Kuti sulla storia della Kalakuta Republic creata da suo padre Fela Kuti. Tra i collaboratori della rivisita vi sono Simon Njami, Oladele Bamgboye, Kendell Geers e Olu Oguibe.